# Trepador-sobrancelha
Corre-ramos-de-sobrancelha ou trepador-sobrancelha (Cichlocolaptes leucophrus) é uma espécie de ave da família Furnariidae.
É endémica do Brasil.
Os seus habitats naturais são: florestas subtropicais ou tropicais húmidas de baixa altitude.